# Lista de couraçados do Império Otomano

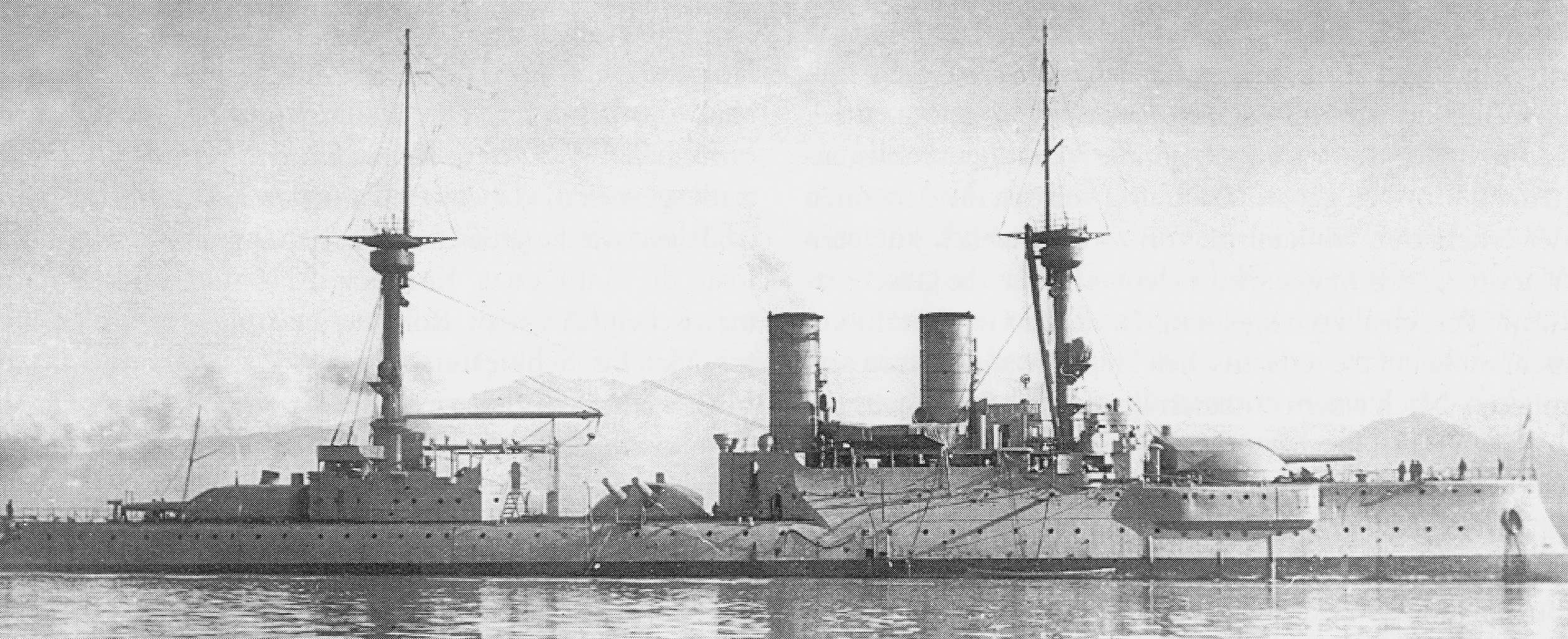
O Turgut Reis em janeiro de 1915

A Marinha Otomana adquiriu ou tentou adquirir uma série de couraçados entre as décadas de 1890 e 1910. A frota sofreu de uma crônica falta de dinheiro no decorrer da década de 1880 que deixou muitos de seus navios obsoletos e em péssimo estado, ao mesmo tempo que sua rival, a Marinha Real Helênica, se fortaleceu. Em resposta, os otomanos iniciaram em 1892 a construção do pré-dreadnought Abdül Kadir, porém a falta de verbas fez com que as obras prosseguissem lentamente até pararem, com o navio nunca sendo finalizado. Ainda desejando fazer frente aos gregos, a Marinha Otomana comprou em 1910 dois couraçados alemães da Classe Brandenburg, que se tornaram o Barbaros Hayreddin e o Turgut Reis.
Os otomanos começaram a procurar mais navios no exterior a partir de 1911, encomendando o primeiro membro da Classe Reşadiye de um estaleiro britânico no mesmo ano. Isto levou a uma corrida armamentista naval com a Grécia, que encomendou dois novos couraçados nos anos seguintes. Em resposta, a Marinha Otomana encomendou um segundo membro da Classe Reşadiye e comprou da Marinha do Brasil um couraçado que também estava sendo construído no Reino Unido, que se tornou o Sultan Osman-ı Evvel. Além disso, o cruzador de batalha alemão SMS Goeben fugiu para o Império Otomano quando a Primeira Guerra Mundial começou em 1914, com ele sendo transferido para a Marinha Otomana e renomeado para Yavuz Sultan Selim.
O Barbaros Hayreddin e Turgut Reis pouco fizeram na Guerra Ítalo-Turca além de proteger Dardanelos, mas foram empregados de forma mais ativa nas Guerras dos Bálcãs, enfrentando a frota grega em duas ocasiões. O Reşadiye e Sultan Osman-ı Evvel estavam sendo finalizados quando a Primeira Guerra Mundial começou em agosto de 1914 e foram tomados pela Marinha Real Britânica, servindo com esta durante todo o conflito. O Barbaros Hayreddin e Turgut Reis não foram muito utilizados, com o primeiro sendo afundado em agosto de 1915 depois de ser torpedeado por um submarino britânico. O Yavuz Sultan Selim foi utilizado principalmente em operações no Mar Negro contra a Marinha Imperial Russa, continuando a servir com as frotas otomana e turca até a década de 1950. O Turgut Reis foi desmontado em 1956 e o Yavuz Sultan Selim em 1973.
| Armas principais | Número e tamanho dos canhões da bateria principal         |
| Deslocamento     | Deslocamento do navio totalmente carregado                |
| Propulsão        | Número e tipo do sistema de propulsão e velocidade máxima |
| Batimento        | Data em que o batimento de quilha ocorreu                 |
| Lançamento       | Data em que o navio foi lançado ao mar                    |
| Comissionamento  | Data em que o navio foi comissionado em serviço           |
| Destino          | Fim que o navio teve                                      |

## Couraçados pré-dreadnought

### Abdül Kadir

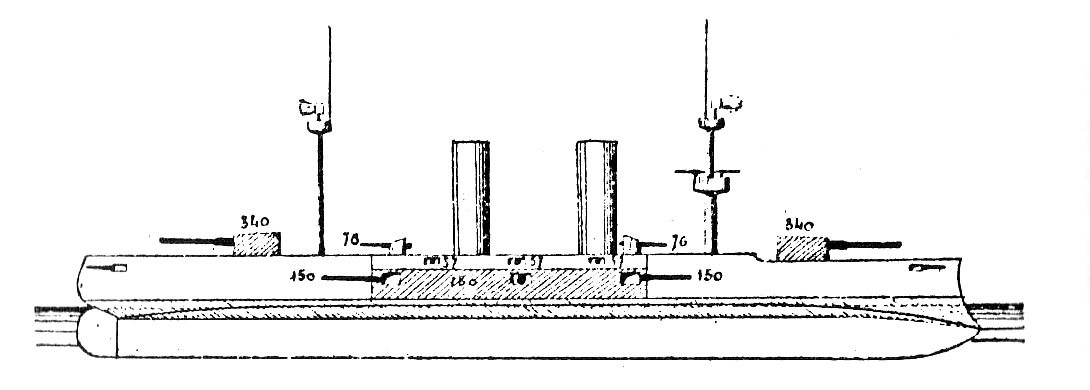
Desenho do Abdül Kadir

A Marinha Otomana sofreu de uma crônica escassez orçamentária pelo decorrer da década de 1880, resultado da grande suspeita que o sultão Abdulamide II nutria em relação a oficiais navais, que tinham participado do golpe de estado que depôs seu predecessor Murade V. Consequentemente, a frota otomana ficou rapidamente obsoleta e em péssimo estado de manutenção. A Marinha Real Helênica se fortaleceu durante este mesmo período, fazendo o governo otomano encomendar um couraçado em resposta, que se tornaria o Abdül Kadir. A construção do navio começou em 1892, mas prosseguiu muito lentamente e foi paralisada repetidas vezes por falta de recursos financeiros. As obras pararam definitivamente em 1906, época em que o casco estava apenas parcialmente coberto de placas. Nesta altura os blocos que sustentavam o casco tinham se movido, destruindo a quilha. O navio incompleto foi desmontado em 1909.
| Navio       | Armas principais | Deslocamento | Propulsão                                      | Serviço         | Serviço    | Serviço         | Serviço            |
| Navio       | Armas principais | Deslocamento | Propulsão                                      | Batimento       | Lançamento | Comissionamento | Destino            |
| ----------- | ---------------- | ------------ | ---------------------------------------------- | --------------- | ---------- | --------------- | ------------------ |
| Abdül Kadir | 4 × 283 mm       | 8 100 t      | 2 motores de tripla-expansão; 18 nós (33 km/h) | outubro de 1892 | —          | —               | Desmontado em 1909 |

### Barbaros HayreddineTurgut Reis

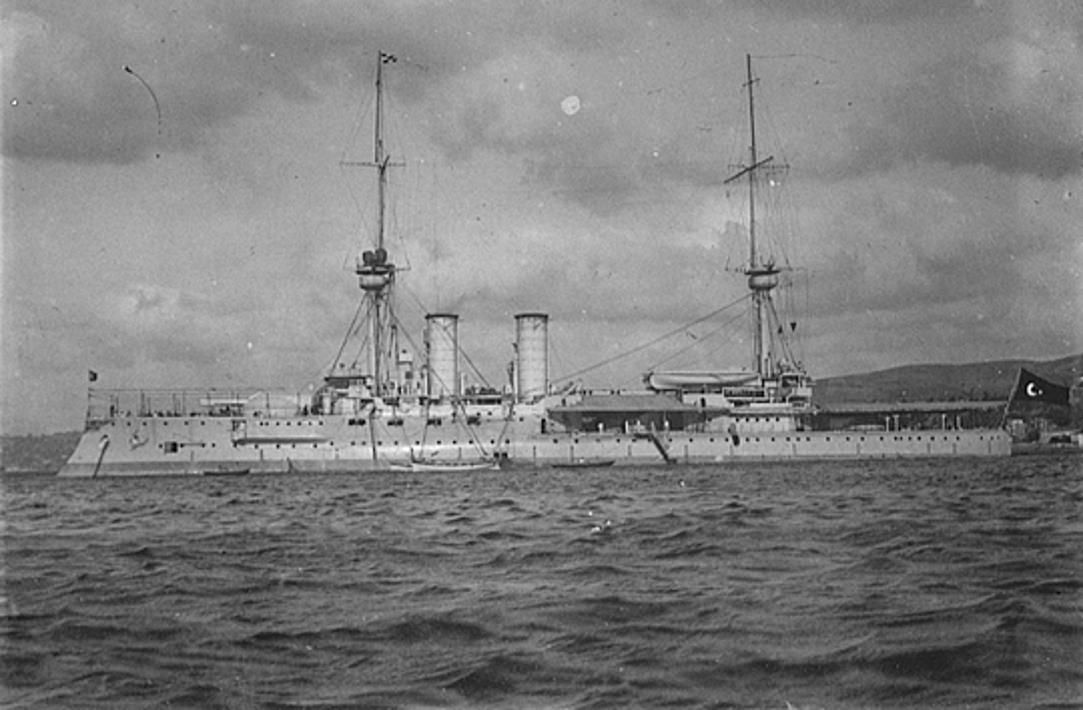
O Barbaros Hayreddin c. 1910

O governo otomano ainda queria fazer frente à expansão naval grega no final da década de 1900, assim o adido naval alemão em Constantinopla começou em 1909 a conversar com os otomanos sobre a possível venda de alguns navios capitais. As negociações foram longas e por fim os alemães ofereceram os quatro antigos pré-dreadnoughts da Classe Brandenburg ao custo de dez milhões de marcos, com os otomanos escolhendo os dois mais modernos, que se tornaram o Barbaros Hayreddin e o Turgut Reis.
Os dois pouco fizeram durante a Guerra Ítalo-Turca, sendo usados principalmente na defesa de Dardanelos contra ataques italianos. Por outro lado, eles tiveram um serviço bem ativo durante as Guerras dos Bálcãs, falhando em duas tentativas de furar o bloqueio grego de Dardanelos em dezembro de 1912 e janeiro de 1913, além de darem suporte de artilharia para forças terrestres otomanas na Trácia. Também participaram da Primeira Guerra Mundial, com o Barbaros Hayreddin afundando em 8 de agosto de 1915 depois de ser torpedeado pelo submarino britânico HMS E11. O Turgut Reis pouco fez durante esse conflito, parcialmente por sua baixa velocidade máxima. Foi transformado em um navio-escola em 1924 e usado como tal até ser desmontado entre 1956 e 1957.
| Navio              | Armas principais | Deslocamento | Propulsão                                          | Serviço      | Serviço          | Serviço          | Serviço               |
| Navio              | Armas principais | Deslocamento | Propulsão                                          | Batimento    | Lançamento       | Comissionamento  | Destino               |
| ------------------ | ---------------- | ------------ | -------------------------------------------------- | ------------ | ---------------- | ---------------- | --------------------- |
| Barbaros Hayreddin | 6 × 283 mm       | 10 670 t     | 2 motores de tripla-expansão; 16,5 nós (30,6 km/h) | maio de 1890 | junho de 1891    | setembro de 1910 | Afundado em 1915      |
| Turgut Reis        | 6 × 283 mm       | 10 670 t     | 2 motores de tripla-expansão; 16,5 nós (30,6 km/h) | maio de 1890 | dezembro de 1891 | setembro de 1910 | Desmontado em 1956–57 |

## Couraçados dreadnought

### ClasseReşadiye

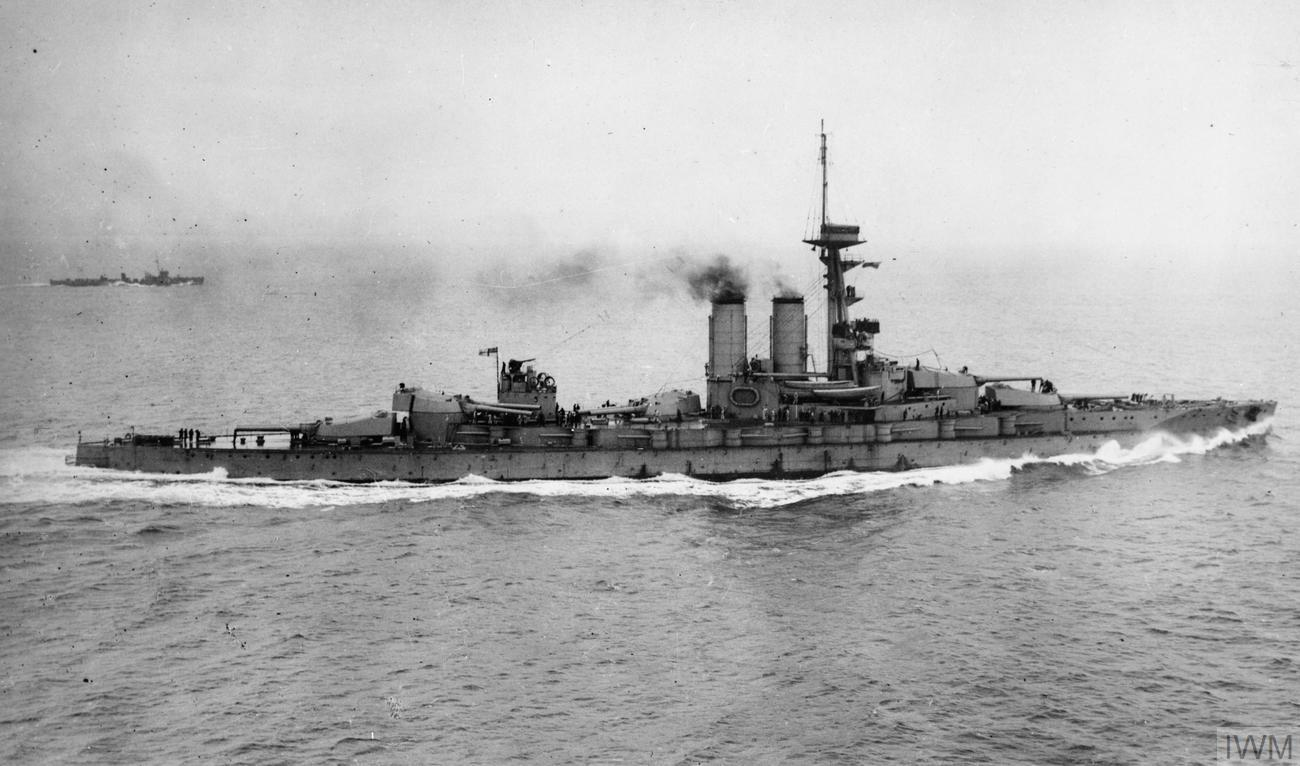
O HMS Erin em 1915, antes Reşadiye

O governo otomano foi procurar em 1911 mais couraçados para adquirir no exterior. Como não conseguiram encontrar nenhum em construção ou já pronto para compra, a Marinha Otomana encomendou um couraçado dreadnought novo com os estaleiros britânicos da Vickers, que se tornaria o Reşadiye. Seu projeto foi baseado na Classe King George V da Marinha Real Britânica, mas incorporando alguns melhoramentos implementados na sucessora Classe Iron Duke, como uma bateria secundária de canhões mais poderosos. Isso levou a uma corrida armamentista naval entre Império Otomano e Grécia, com esta encomendado dois dreadnoughts nos ano seguintes, fazendo os otomanos encomendarem um segundo navio de mesmo projeto, o Fatih Sultan Mehmed.
Os britânicos adiaram a entrega do Reşadiye em julho de 1914 devido às tensões cada vez maiores na Europa depois do assassinato do arquiduque Francisco Fernando, mesmo os últimos pagamentos já tendo sido realizados. Os britânicos formalmente tomaram o controle da embarcação em agosto para que não fosse adquirida pela Alemanha ou algum de seus aliados. Tudo isto também levou ao cancelamento do Fatih Sultan Mehmed, cujas obras tinha começado um mês antes. A tomada do Reşadiye e do Sultan Osman-ı Evvel criou uma animosidade considerável no Império Otomano contra o Reino Unido. O Reşadiye foi renomeado para HMS Erin e atuou com a Grande Frota durante toda a Primeira Guerra Mundial e realizou principalmente patrulhas no Mar do Norte, mas participou em meados de 1916 da Batalha da Jutlândia. Foi colocado na reserva após o conflito e desmontado em 1923.
| Navio               | Armas principais | Deslocamento | Propulsão                            | Serviço        | Serviço        | Serviço         | Serviço            |
| Navio               | Armas principais | Deslocamento | Propulsão                            | Batimento      | Lançamento     | Comissionamento | Destino            |
| ------------------- | ---------------- | ------------ | ------------------------------------ | -------------- | -------------- | --------------- | ------------------ |
| Reşadiye            | 10 × 343 mm      | 25 250 t     | 2 turbinas a vapor; 21 nós (39 km/h) | agosto de 1911 | agosto de 1913 | —               | Desmontado em 1923 |
| Fatih Sultan Mehmed | 10 × 343 mm      | 25 250 t     | 2 turbinas a vapor; 21 nós (39 km/h) | junho de 1914  | —              | —               | Cancelado em 1914  |

### Sultan Osman-ı Evvel

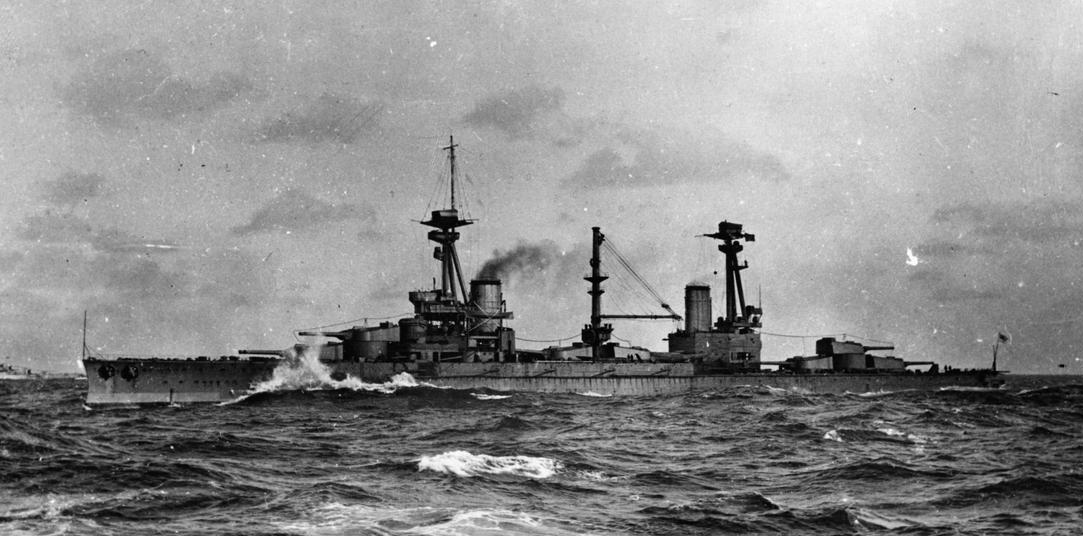
O HMS Agincourt em 1915, anteriormente o Sultan Osman-ı Evvel

O Sultan Osman-ı Evvel foi originalmente encomendado de um estaleiro britânico para a Marinha do Brasil como o Rio de Janeiro, porém os brasileiros enfrentaram uma crise econômica entre 1912 e 1913 e se viram incapazes de continuar pagando pelo navio, assim resolveram colocá-lo à venda ainda incompleto, com o Império Otomano fechando a compra em janeiro de 1914.
O navio estava quase completo quando a Primeira Guerra Mundial começou, com os britânicos tomando-o em agosto apesar de protestos otomanos. Isto foi feito com o objetivo de impedir que o couraçado fosse usado pela Alemanha ou algum de seus aliados, mas teve a consequência de criar uma enorme animosidade pública no Império Otomano contra o Reino Unido. Foi renomeado para HMS Agincourt e comissionado na Grande Frota, onde serviu por toda duração da guerra. Suas principais atividades foram patrulhas e surtidas, mas participou em 1916 da Batalha da Jutlândia. Foi tirado de serviço depois do fim do conflito e desmontado em 1924.
| Navio                | Armas principais | Deslocamento | Propulsão                            | Serviço          | Serviço         | Serviço         | Serviço            |
| Navio                | Armas principais | Deslocamento | Propulsão                            | Batimento        | Lançamento      | Comissionamento | Destino            |
| -------------------- | ---------------- | ------------ | ------------------------------------ | ---------------- | --------------- | --------------- | ------------------ |
| Sultan Osman-ı Evvel | 14 × 305 mm      | 27 500 t     | 4 turbinas a vapor; 22 nós (41 km/h) | setembro de 1911 | janeiro de 1913 | —               | Desmontado em 1924 |

### Yavuz Sultan Selim

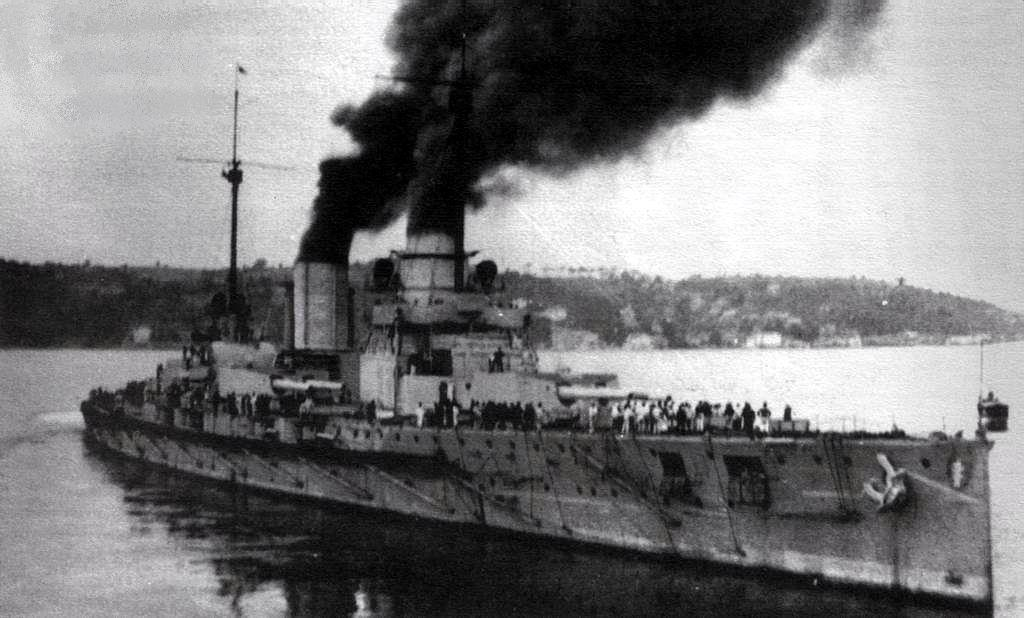
O Yavuz Sultan Selim em 1915

O cruzador de batalha alemão SMS Goeben estava no Mar Mediterrâneo quando a Primeira Guerra Mundial começou, fugindo para Constantinopla no início de agosto para que não fosse capturado ou afundado pelos britânicos. Foi transferido para a Marinha Otomana depois de chegar, sendo renomeado para Yavuz Sultan Selim. Isto ajudou a conquistar o apoio público otomano em favor da Alemanha na guerra, especialmente depois do Reino Unido ter tomado o Reşadiye e Sultan Osman-ı Evvel.
O Yavuz Sultan Selim operou principalmente no Mar Negro contra a Marinha Imperial Russa, com suas principais atividades sendo operações de bombardeio litorâneos e escoltas de outros navios, porém em algumas ocasiões chegou a entrar em combate contra navios russos, mais notavelmente na Batalha do Cabo Saric em novembro de 1914. Chegou a enfrentar brevemente forças britânicas em 1918. Depois da guerra passou por reparos e aprimoramentos entre 1927 e 1930. Continuou a servir com as Forças Navais Turcas até ser descomissionado no final de 1950, permanecendo inativo até ser finalmente desmontado entre 1973 e 1976.
| Navio              | Armas principais | Deslocamento | Propulsão                                | Serviço        | Serviço       | Serviço         | Serviço               |
| Navio              | Armas principais | Deslocamento | Propulsão                                | Batimento      | Lançamento    | Comissionamento | Destino               |
| ------------------ | ---------------- | ------------ | ---------------------------------------- | -------------- | ------------- | --------------- | --------------------- |
| Yavuz Sultan Selim | 10 × 283 mm      | 25 400 t     | 4 turbinas a vapor; 25,5 nós (47,2 km/h) | agosto de 1909 | março de 1911 | agosto de 1914  | Desmontado em 1973–76 |

### Citações
1. ↑   Lyon 1979b, pp. 388–391
2. ↑   Langensiepen & Güleryüz 1995, p. 140
3. 1 2 3 4   Lyon 1979b, p. 391
4. ↑   Langensiepen & Güleryüz 1995, pp. 16–17
5. ↑   Langensiepen & Güleryüz 1995, p. 15
6. ↑   Hall 2000, pp. 64–65
7. ↑   Erickson 2003, p. 264
8. 1 2 3   Lyon 1979b, p. 390
9. ↑   Halpern 1995, p. 119
10. 1 2 3   Gröner 1990, p. 13
11. ↑   Lyon 1979a, p. 247
12. 1 2   Langensiepen & Güleryüz 1995, p. 17
13. 1 2 3 4   Preston 1985, p. 36
14. ↑   Sondhaus 2001, p. 220
15. 1 2 3 4 5 6   Mach 1985, p. 391
16. ↑   Langensiepen & Güleryüz 1995, p. 29
17. ↑   Fromkin 1989, pp. 56–57
18. ↑   Hough 1967, pp. 143–144
19. ↑   Langensiepen & Güleryüz 1995, p. 141
20. ↑   Hough 1967, p. 75
21. ↑   Langensiepen & Güleryüz 1995, pp. 17–18
22. ↑   Hough 1967, pp. 121, 143–144
23. ↑   Burt 1986, p. 250
24. ↑   Preston 1985, p. 37
25. 1 2   Sondhaus 2001, p. 220
26. ↑   Burt 1986, pp. 245, 250
27. ↑   Burt 1986, p. 245
28. 1 2   Hore 2006, p. 72
29. ↑   Langensiepen & Güleryüz 1995, p. 28
30. ↑   Halpern 1995, pp. 227–258
31. ↑   Brice 1969, p. 277
32. 1 2 3   Gröner 1990, p. 54
33. ↑   Staff 2006, p. 12
34. ↑   Gröner 1990, p. 55